# Seznam léčivých rostlin, M
Toto je seznam léčivých rostlin, jejichž český název začíná písmenem M.

CELÝ SEZNAM A-B-C-Č-D+Ď-E+F+G-H-Ch+I+J-K-L-M-N+O-P-R+Ř-S+Š-T+U-V+W+Y-Z+Ž

## M
| Český název (další českojazyčné a lidové názvy)           | Vědecký název                             | Užívaná část                                   | Lékopisný název                                                                            | Charakteristika účinků a použití | Botanické vyobrazení nebo fotka |
| --------------------------------------------------------- | ----------------------------------------- | ---------------------------------------------- | ------------------------------------------------------------------------------------------ | --- | ------------------------------- |
| Máčka ladní                                               | Eryngium campestre (L.)                   |                                                |                                                                                            | |                                 |
| Mahónie cesmínolistá                                      | Mahonia aquifolium (Pursh) (Nutt.)        |                                                |                                                                                            | |                                 |
| Majoránka zahradní                                        | Origanum majorana                         |                                                |                                                                                            | |                                 |
| Mák vlčí (mák divoký)                                     | Papaver rhoeas                            | květy, sirup                                   | Flores rhoeados, Sirupus rheados                                                           | mírní kašel a chrapot |                                 |
| Mák setý                                                  | Papaver somniferum (L.)                   | opium surové (usušená mléčná šťáva)            | Opium crudum                                                                               | |                                 |
| Maliník obecný                                            | Rubus idaeus (L.)                         | listy                                          | Folia Rubi idaei                                                                           | stahující účinky při průjmech a hojení ran |                                 |
| Mandloň obecná                                            | Amygdalus communis (L.)                   | mandlový olej                                  | Amygdalae oleum virginale, Amygdale oleum raffinatum                                       | |                                 |
| Mandlový bobek                                            | Prunus laurocerasus (L.)                  |                                                |                                                                                            | |                                 |
| Mangold                                                   | Beta vulgaris (L.)                        |                                                |                                                                                            | |                                 |
| Mangostana barvířská                                      | Garcinia morella (Gaertn.) (Desr.)        |                                                |                                                                                            | |                                 |
| Mangostana lahodná                                        | Garcinia mangostana (L.)                  |                                                |                                                                                            | |                                 |
| Mangovník indický                                         | Mangifera indica (L.)                     |                                                |                                                                                            | |                                 |
| Maniok obecný (maniok jedlý, kasava)                      | Manihot esculenta (Crantz)                |                                                |                                                                                            | |                                 |
| Maranta třtinová                                          | Maranta arundinacea (L.)                  |                                                |                                                                                            | |                                 |
| Marulka alpská                                            | Acinos alpinus (L.) (Moench)              |                                                |                                                                                            | |                                 |
| Marulka klinopád                                          | klinopád obecný                           |                                                |                                                                                            | |                                 |
| Marulka pamětník                                          | Acinos arvensis (Lam.) (Dandy)            |                                                |                                                                                            | |                                 |
| Maří list balšámový                                       | Tanacetum balsamita (L.)                  |                                                |                                                                                            | |                                 |
| Mařinka vonná (svízel vonný, mařenka)                     | Galium odoratum (L.) (Scop.)              | nať, čerstvá rostlina                          | Herba asperulae, Asperula odorata                                                          | diuretické a potopudné |                                 |
| Máta dlouholistá                                          | Mentha longifolia (L.)                    |                                                |                                                                                            | |                                 |
| Máta kadeřavá                                             | Menthae spicata (L.)                      |                                                |                                                                                            | |                                 |
| Máta peprná (balšám, fefrminc, větrové koření)            | Mentha × piperita (L.)                    | listy                                          | Folia menhae piperitae, Rotulae Menthae piperitae, Etheroleum menthae piperitae aethericum | stimuluje tvorbu žluči, tlumí nadýmání, silice má "chladivý" uklidňující účinek |                                 |
| Máta rolní                                                | Mentha arvensis (L.)                      | silice částečně zbavená mentolu                | Menthae arvensis etheroleum partim mentholi privum                                         | |                                 |
| Mateřídouška obecná (úzkolistá; douška mateří, mateřinka) | Thymus serpyllum (L.)                     | nať, čerstvá kveroucí rostlina                 | Herba serphylli, Thymus serpyllum                                                          | odhleňování, podporuje prokrvení a žaludek |                                 |
| Mateřídouška polejovitá (vejčitá)                         | Thymus pulegioides (L.)                   |                                                |                                                                                            | |                                 |
| Matizna bahenní                                           | Angelica palustris (Besser) (Hoffm.)      |                                                |                                                                                            | |                                 |
| Mauricijská papeda                                        | Citrus hystrix (DC.)                      |                                                |                                                                                            | |                                 |
| Medovník meduňkolistý                                     | Melittis melissophyllum (L.)              |                                                |                                                                                            | |                                 |
| Medvědice lékařská (medvědice léčivá, tolokněnka)         | Arctostaphylos uva-ursi (L.) (Spreng.)    | listy,*, čerstvé listy                         | folia uva-ursi, Extrakt uva-ursi fluidum, Uva-ursi                                         | desinfekce močových cest a močového měchýře |                                 |
| Meduňka lékařská (planá máta, včelanka)                   | Melissa officinalis (L.)                  | listy (nejlépe čerstvé), silice, čerstvé listy | Folia melissae, Etheroleum melissae aethericum, Melissa officinalis                        | uklidňující při migréně a neurózách |                                 |
| Měkkyně bahenní                                           | Hammarbya paludosa (L.) Kuntze            |                                                |                                                                                            | |                                 |
| Melisa stromovitá                                         | Plectranthus fruticosus (Wight) (Hook.f.) |                                                |                                                                                            | |                                 |
| Měrnice černá                                             | Ballota nigra (L.)                        | nať měrnice černé                              | Ballotae nigrae herba                                                                      | |                                 |
| Měsíček lékařský (nehtík)                                 | Calendula officinalis (L.)                | květy, čerstvá kvetoucí rostlina               | Flores calendulae, Calendula, Unguentum calendulae                                         | hojení ran a jizev, lymfatický prostředek při zduření a zanícení lymfatické tkáně |                                 |
| Mochna husí                                               | Potentilla anserina (L.)                  | nať, čerstvá kvetoucí rostlina                 | Herba anserinae, Potentilla anserina                                                       | tlumení křečí hladkého svalstva |                                 |
| Mochna jarní                                              | Potentilla neumanniana (Rchb.)            |                                                |                                                                                            | |                                 |
| Mochna nátržník (nátržník, tržené koření, krevník)        | Potentilla erecta (L.) (Raeusch.)         | oddenek, čerstvý oddenek                       | Rhizoma tormentillae, Tormentilla                                                          | proti průjmům, ošetření zánětů dutiny ústní |                                 |
| Mochna plazivá                                            | Potentilla reptans (L.)                   |                                                |                                                                                            | |                                 |
| Mochna stříbrná                                           | Potentilla argentea (L.)                  |                                                |                                                                                            | |                                 |
| Mochyně židovská třešeň                                   | Physalis alkekengi (L.)                   |                                                |                                                                                            | |                                 |
| Momordika hořká okurka                                    | Momordica balsamina (L.)                  | plody, listy                                   | Fructus mori                                                                               | plody-expektorans, mírné laxans, listy - adstrigens |                                 |
| Morušovník bílý                                           | Morus alba (L.)                           | plody, listy                                   | Fructus mori                                                                               | plody-expektorans, mírné laxans, listy - adstrigens |                                 |
| Morušovník černý                                          | Morus nigra (L.)                          | plody, listy                                   | Fructus mori                                                                               | plody-expektorans, mírné laxans, listy - adstrigens |                                 |
| Morušovník červený                                        | Morus rubra (L.)                          | plody, listy                                   | Fructus mori                                                                               | plody-expektorans, mírné laxans, listy - adstrigens |                                 |
| Mořena barvířská                                          | Rubia tinctorum (L.)                      |                                                |                                                                                            | |                                 |
| Mořská cibule                                             | Drimia maritima (L.) (Stearn)             |                                                |                                                                                            | |                                 |
| Mořský salát                                              | Ulva lactuca (L.)                         |                                                |                                                                                            | |                                 |
| Mračňák plstnatý                                          | Abutilon theophrasti (Medik.)             |                                                |                                                                                            | |                                 |
| Mrkev obecná                                              | Daucus carota (L.)                        | kořen                                          | Radix dauci sativi                                                                         | zdroj vitamínů, zvláště provitamínu A, chrání před šeroslepostí, napomáhá látkové přeměně, posilující prostředek zejména při rekonvalescenci, mírné močopudné a antihelmitické účinky , užíván povařený při dětských průjmech a zvracení. |                                 |
| Mrštnoplod peřenolistý                                    | Pilocarpus jaborandi (Holmes)             | list                                           | Folium jaborandi, pilokarpin                                                               | parasympatomimetikum, oční kapky |                                 |
| Mrvka myší ocásek                                         | Vulpia myuros (L.) (C.C.Gmel.)            |                                                |                                                                                            | |                                 |
| Mučenka jedlá Kristova koruna                             | Passiflora incarnata (L.)                 | nať                                            | Herba passiflorae                                                                          | sedativum, hypnotikum |                                 |
| Muraja                                                    | Murraya koenigii (L.) (Spreng.)           |                                                |                                                                                            | |                                 |
| Muškát (pelargonie)                                       | Pelargonium (L'Her.) (Aiton)              |                                                |                                                                                            | |                                 |
| Muškátovník vonný                                         | Myristica fragrans (Houtt.)               | silice                                         | Myristicae etheroleum                                                                      | |                                 |
| Mužák prorostlý                                           | Silphium perfoliatum (L.)                 |                                                |                                                                                            | |                                 |
| Mydlice lékařská (kočičí mýdlo, sapún, mydlička)          | Saponaria officinalis (L.)                | kořen, sušený kořen                            | Radix saponaria, Saponaria                                                                 | napomáhá odkašlávání odvodňování a pocení |                                 |
| Myrhovník pravý                                           | Commiphora myrrha (Nees) (Engl.)          | myrhovníková klejopryskyřice                   | Gummiresina myrrha                                                                         | |                                 |
| Myrta obecná                                              | Myrtus communis (L.)                      |                                                |                                                                                            | |                                 |
| Myší ocásek nejmenší                                      | Myosurus minimus (L.)                     |                                                |                                                                                            | |                                 |